# Sonia O'Sullivan
Pour les articles homonymes, voir O'Sullivan.
Sonia O'Sullivan, née le 28 novembre 1969 à Cobh, est une athlète irlandaise, pratiquant la course de fond. Elle fut l'une des meilleures sur le circuit pendant les années 1990 et le début des années 2000.

## Carrière sportive
Son premier titre international fut la médaille d'or aux championnats du monde 1995 sur 5000m. Elle emporta l'argent sur 5000m aux Jeux Olympiques de Sydney en 2000, ainsi qu'aux championnats du monde 1993 sur 1500m. Son palmarès compte également trois médailles d'or aux championnats d'Europe et deux médailles d'or aux championnats du monde de cross country 1998.
Sa fille, Sophie, participe en 2018 aux championnats d'Europe cadets de Gyor et remporte la médaille d'argent du 800 m.

## Palmarès

### Jeux olympiques
- Médaille d'argent sur 5 000 mètres Jeux olympiques 2000 de Sydney

### Championnats du monde de cross-country
- Médaille d'or sur le cross long en 1998
- Médaille d'or sur le cross court en 1998.

### Championnats du monde
- Médaille d'or sur 5 000 mètres aux Championnats du monde d'athlétisme 1995 à Göteborg
- Médaille d'argent sur 1 500 mètres aux Championnats du monde d'athlétisme 1993 à Stuttgart
- Médaille d'argent sur 3 000 mètres aux mondiaux indoor 1997 à Paris

### Championnats d'Europe
- Médaille d'or sur 3 000 mètres aux Championnats d'Europe d'athlétisme 1994
- Médaille d'argent sur 5 000 mètres aux Championnats d'Europe d'athlétisme 2002 à Munich
- Médaille d'argent sur 10 000 mètres aux Championnats d'Europe d'athlétisme 2002
- Médaille d'or sur 5 000 mètres aux Championnats d'Europe d'athlétisme 1998 à Budapest
- Médaille d'or sur 10 000 mètres aux Championnats d'Europe d'athlétisme 1998

## Records
- Record du monde du 5 000 mètres en salle en 1991.